# Ælfric d'Abingdon
Pour les articles homonymes, voir Ælfric.
Ælfric d'Abingdon est un prélat anglais mort le 16 novembre 1005.
Cet abbé est nommé évêque de Ramsbury au début des années 990, puis devient archevêque de Cantorbéry en 995. Une tradition tardive lui attribue le remplacement des clercs séculiers du chapitre de la Cantorbéry par des moines. Il officie vraisemblablement au mariage du roi Æthelred le Malavisé avec Emma de Normandie en 1002. Considéré comme saint, il est fêté le 16 novembre.

## Biographie

### Origines

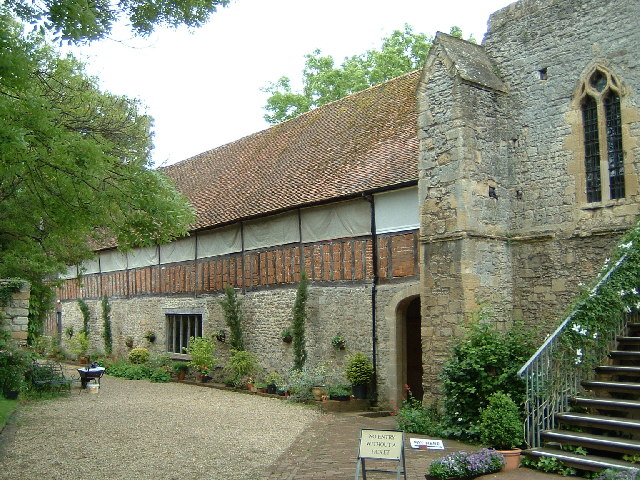
L'abbaye d'Abingdon.

Ælfric est le fils d'un comte du Kent. D'après la Historia Ecclesie Abbendonensis, il est abbé de l'abbaye d'Abingdon, dans le Berkshire, peut-être après y avoir été moine. Bien qu'il ne figure pas dans les listes des abbés d'Abingdon, une charte laisse entendre qu'il a bel et bien occupé ce poste : elle enregistre la donation d'un terrain injustement pris à Abingdon non pas à son abbé, mais à Ælfric personnellement ; ce terrain est censé revenir à l'abbaye après sa mort. Quoi qu'il en soit, il est nommé à la tête de l'abbaye de St Albans vers 975.

### Évêque et archevêque
Ælfric devient évêque de Ramsbury entre 991 et 993. Il est possible qu'il ait continué à être abbé de St Albans, à moins que son frère Leofric ne lui ait succédé. Quoi qu'il en soit, il est promu archevêque de Cantorbéry en 995, la cérémonie de translation prenant place le 21 avril. C'est à l'occasion d'un witenagemot organisé à Amesbury que le roi Æthelred le Malavisé et ses conseillers entérinent son transfert,. D'après Matthieu Paris, le frère d'Ælfric aurait été choisi pour l'archevêché avant lui mais aurait décliné l'offre, mais il s'agit d'une confusion de la part de ce chroniqueur et les historiens estiment que cet épisode n'a jamais eu lieu. Ælfric reste évêque de Ramsbury jusqu'à sa mort.
Le clergé du chapitre de Cantorbéry n'approuve pas la nomination d'Ælfric et envoie deux de ses membres à Rome. Leur but est d'arriver avant Ælfric pour que le pape Grégoire V nomme l'un d'eux archevêque à la place d'Ælfric. Néanmoins, le pape refuse de nommer un candidat qui ne soit pas approuvé par le pouvoir royal. Ainsi, lorsqu'il arrive à son tour à Rome, en 997, Ælfric est investi sans problème par Grégoire V qui lui remet le pallium symbolisant sa charge archiépiscopale. Durant son voyage, il est témoin de miracles sur la tombe d'Édouard le Martyr à l'abbaye de Shaftesbury, ce qui contribue à la réputation de saint de ce roi défunt.
Ælfric officie probablement lors du mariage du roi Æthelred avec Emma de Normandie en 1002. Il joue également un rôle de juge au moins en une occasion, lorsque le roi lui ordonne de trancher une querelle entre deux thegns. Il est l'instigateur de la composition de la première hagiographie de Dunstan, l'un de ses prédécesseurs à Cantorbéry.
D'après une tradition tardive, postérieure à la conquête normande de l'Angleterre, il aurait remplacé les clercs séculiers de la cathédrale de Cantorbéry par des moines, sur ordre du pape. Cette tradition provient des moines historiens de Cantorbéry et sa véracité est incertaine. Une autre tradition tardive lui attribue le sacre de deux évêques gallois, à Llandaff et à St David's. Si elle est véridique, elle témoignerait d'un accroissement substantiel de la juridiction de Cantorbéry vers l'ouest.
Il subsiste une lettre adressée à l'évêque de Sherborne Wulfsige qui détaille les devoirs qui incombent aux évêques pour éviter que le clergé ne soit dépouillé par des laïcs. Elle lui recommande également d'intimer un sens accru de la justice aux laïcs, entre autres préceptes moraux. Cette lettre pourrait avoir été écrite par Ælfric, ou bien par son prédécesseur Sigeric.

### Mort et postérité
Ælfric meurt le 16 novembre 1005. Il est inhumé à l'abbaye d'Abingdon, mais ses restes sont transférés à la cathédrale de Cantorbéry à une date ultérieure. Considéré comme saint, il est fêté le 16 novembre, jour anniversaire de sa mort.
Dans son testament, dont une copie subsiste (S 1488), Ælfric lègue des navires aux habitants du Wiltshire et du Kent. Il réserve son meilleur navire, pouvant accueillir un équipage de soixante hommes, au roi Æthelred,.